# جون غودوين (لاعب هوكي الجليد)
جون غودوين هو لاعب هوكي الجليد كندي، ولد في 25 سبتمبر 1961.

## وصلات خارجية
- جون غودوين على موقع HockeyDB.com (الإنجليزية)